# Machilipatnam

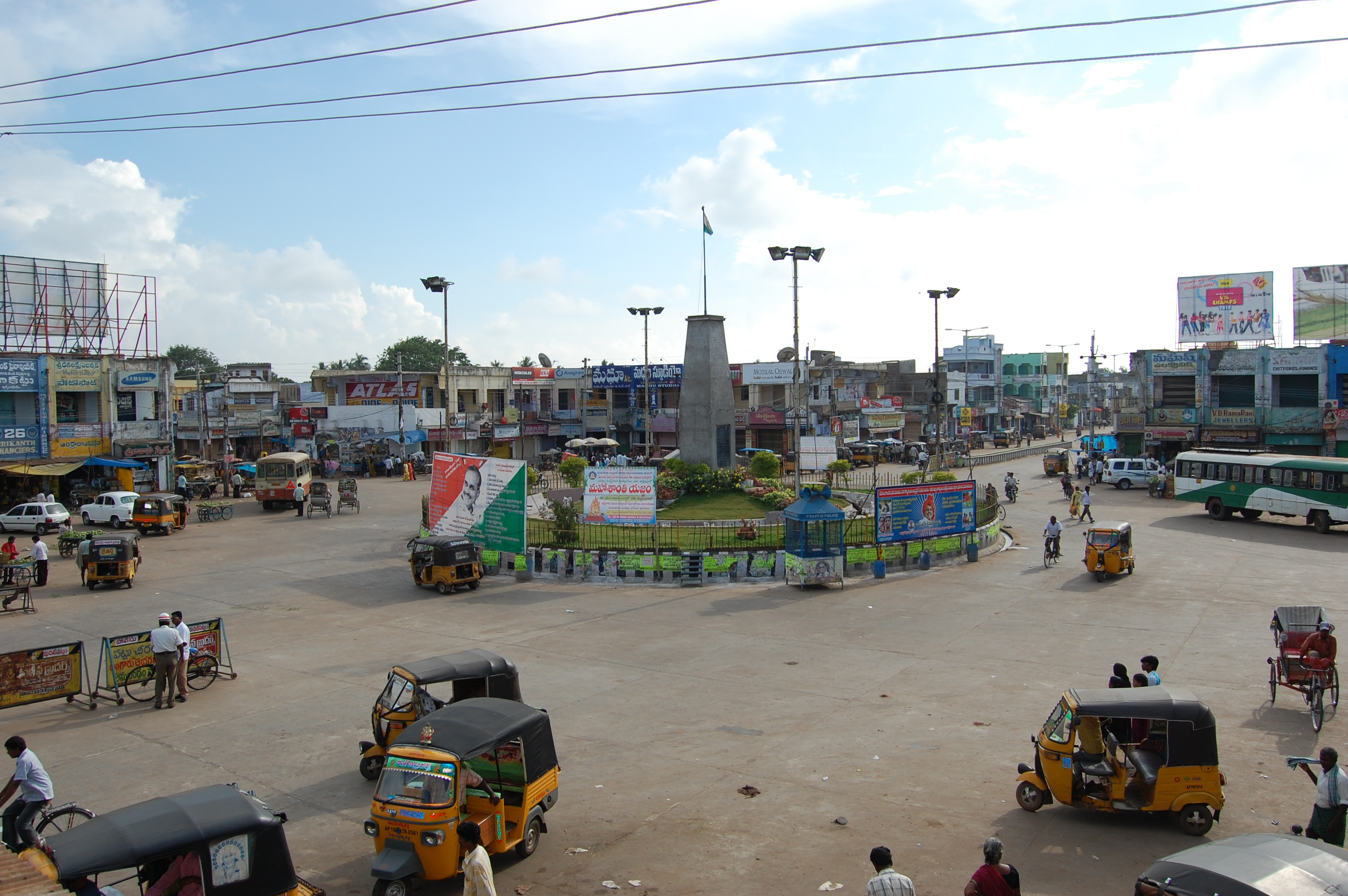

Machilipatnam (En telugú: మచిలిపట్నం) es una ciudad y municipalidad de grado especial en el distrito de Krishna, Andhra Pradesh, India. El pueblo existe desde el siglo III a. C. (período Satavahana) cuando, según Ptolomeo, era conocido como Maisolos. El Periplo por la Mar Eritrea la llama Masalia en el siglo I. El puerto de la ciudad está localizado en el sudeste, o Costa Coromandel, de la India. Situado en la boca del río río Krishna en la Bahía de Bengala, el Masula fue un puerto que tuvo un comercio marítimo floreciente. Fue un puerto importante para el comercio francés, británico y holandés del siglo XVII, cuando era conocido como Masulipatam.
La ciudad fue fundada en el siglo XIV por mercaderes árabes. Fue ocupada por los portugueses entre 1598 y 1610, siendo abandonada. Los ingleses se establecieron en la ciudad en 1611. 
Tiene un puerto pesquero con capacidad para 350 barcos y además produce arroz, semillas oleaginosas e instrumental científico. La ciudad actualmente tiene cerca de 183.000 habitantes, constituyendo una importante terminal ferroviaria y centro educacional.